# Dendrobium mirbelianum
Dendrobium mirbelianum là một loài thực vật có hoa trong họ Lan. Loài này được Gaudich. mô tả khoa học đầu tiên năm 1829.